# Bataillon d'infanterie de marine et du Pacifique
Pour les articles homonymes, voir BIMP.
Le bataillon d'infanterie de marine et du Pacifique (BIMP) était une unité de l'armée française qui a participé à la Seconde Guerre mondiale.

## Historique
À la suite des pertes subies par le 1er bataillon d'infanterie de marine (BIM) et le bataillon du Pacifique (B.P.1) durant le siège et la sortie de Bir Hakeim, le général Kœnig décida de fusionner les deux unités au sein du BIMP.
Le 1er juillet 1942, les deux unités fusionnent pour former, à compter du 16 juin 1942, le bataillon d'infanterie de marine et du Pacifique.
L'unité devient le Ier bataillon du 1er régiment d'infanterie coloniale en mai 1945.

## Chefs de corps
- 16 juin - 3 juillet 1942 : Eugène Alessandri, commandant provisoire du BIMP.
- 4 juillet 1942 - 20 novembre 1943 : commandant Roger Bouillon.
- 21 novembre 1943 - 16 mai 1944 : commandant Henri Magny[1], tué au combat.
- 16 mai 1944 - 19 mai 1944 : capitaine Constant Roudaut (par intérim)
- 20 mai 1944 - décembre 1945 : commandant Edmond Magendie[2].

## Historique des garnisons, combats et bataille du BIMP

### Seconde Guerre mondiale
- Seconde bataille d'El Alamein
- Campagne de Tunisie
- Campagne d'Italie (Seconde Guerre mondiale)
- Débarquement de Provence
- Bataille des Vosges
- Poche de Colmar
- Authion

## Fanion du bataillon
- Son fanion est décoré de la croix de guerre 1939-1945 avec cinq palmes, et de la croix de la Libération.
- Fourragère avec olive aux couleurs du ruban de la Médaille militaire de la croix de guerre 1939-1945.

### Décorations

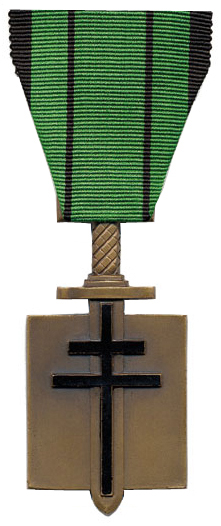
Croix de la Libération
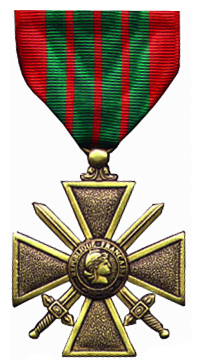
Croix de guerre 1939-1945

## Personnalités ayant servi au BIMP
En tant qu'unité militaire décorée de la croix de la Libération, Le BIMP a compté dans ses rangs 68 officiers, sous-officiers et hommes de troupe faits compagnons de la Libération à titre individuel parmi lesquels 13 sont morts pour la France.
Compagnons morts pour la France
- Roland Alibert de Falconnet (1917-1944), mort pour la France le 17 mai 1944 à Casa Chiara de Liri
- Louis Béguin (1911-1944), mort pour la France le 8 mai 1944 à Sant'Ambrogio sul Garigliano
- Raoul Béon (1911-1943), mort pour la France le 11 mai 1943 à Takrouna
- Pierre Blanchet (1907-1944), mort pour la France le 18 juin 1944 à Radicofani
- Hervé Coué (1919-1944), mort pour la France le 21 août 1944 à Hyères
- Jean de Laborde-Noguez (1916-1944), mort pour la France le 13 mai 1944 lors de l'attaque du Girofano.
- Georges Le Carrour (1915-1944), néo-calédonien, mort pour la France le 24 août 1944 à Hyères
- Henri Magny (1910-1944), mort pour la France le 16 mai 1944 à San Giorgio a Liri
- Henri Muller (1900-1944), mort pour la France le 21 août 1944 à Hyères
- Pierre Olivier (1904-1945), mort pour la France le 29 avril 1945 près d'Isola[4]
- Joseph Pécro (1918-1945), mort pour la France le 10 avril 1945 dans le massif de l'Authion
- Raymond Perraud (1913-1944), néo-calédonien, mort pour la France le 23 août 1944 à La Garde
- Charles Porcheron (1917-1944), néo-calédonien, mort pour la France le 23 août 1944 à La Garde.

Compagnons du BIMP originaires des DOM-TOM
- Valentin Béhélo (1901-1987), martiniquais
- Louis Bénard (1912-1995), réunionnais
- Auguste Bénébig (1915-1993), néo-calédonien
- Philippe Bernardino (1915-1963), tahitien
- William Palcy (1905-1967), martiniquais
- René Petre (1908-1957), néo-calédonien
- Jean Tranape (1918-2012), néo-calédonien

Autres Compagnons du BIMP
- Roger Barberot (1915-2002), ambassadeur de France
- Jean Bellec (1920-2002), général de brigade
- Léon Bouvier (1923-2005), polonais naturalisé en 1948, ambassadeur de France
- Pierre Brusson (1919-2005)
- Pierre de Chevigné (1909-2004), député des Basses-Pyrénées(1945-1958), ministre de la Défense nationale en 1958
- Charles Clerc (1908-1967), président d’une grande société agro-alimentaire
- Fortuné Delsaux (1915-1946)
- Pierre Delsol (1909-1987)
- Gilbert Garache (1918-2005) secrétaire général de la Régie Renault de 1966 à 1983
- Edmond Magendie (1912-2000), général de division
- Edmond Nessler (1907-2004), journaliste, député de l'Oise (1962-1978)
- Pierre Pannetier (1914-1984), professeur d'anatomie aux États-Unis
- Jean Pillard (1914-1989), administrateur colonial
- Jacques Rouleau (1922-2008)
- Raymond Sabot (1919-2008)
- Albert Savary (1921-1975)
- Jean Starcky (1909-1988), directeur de l'Institut français d'archéologie de Beyrouth